# 田中達也 (1982年生のサッカー選手)
田中 達也（たなか たつや、1982年11月27日 - ）は、山口県周南市出身の元プロサッカー選手、サッカー指導者。現役時代のポジションはフォワード。元日本代表。
アルビレックス新潟レディース所属の田中聖愛は長女。

## 来歴

### プロ入り前
山口県徳山市（現周南市）出身。3つ年上の兄の影響でサッカーを始め、小学2年生で周陽スポーツ少年団に加入する。周陽中学校3年生の時、山口県の選抜メンバーに選ばれる。周陽中学校3年時、帝京高校サッカー部3年に同じ徳山市出身で同姓同名（異字）の田中龍哉が所属していた縁もあって、同部のセレクションを受けて合格し、同校に進学する。1年時に全国高校選手権準優勝。2年時には全国高校選手権、全国高校総体で8強に進出した。3年時の2000年にはFC東京の強化指定選手に登録され、浦和レッズからも入団オファーも受けた。

### 浦和レッズ
2001年シーズンより浦和と契約を結ぶ。1年目から同ポジションに怪我人が出たこともあり、同年4月29日の鹿島アントラーズ戦で初出場。5月12日の東京ヴェルディで初得点を挙げる。ハンス・オフト就任2年目の2003年にはリーグ戦で11得点を挙げ、Jリーグカップでは優勝したチームの中心選手としてMVPとニューヒーロー賞を受賞した。2002年にはアテネオリンピックを目指すU-21日本代表に選出され、トゥーロン国際大会、アジア大会（準優勝）に出場。オリンピック本大会ではグループリーグ全3試合に出場した。2005年には日本代表に初選出されている。
スピードのあるドリブルを武器に「ワンダーボーイ」と呼ばれ、浦和の象徴的選手となった田中であったが、2005年10月13日の柏レイソル戦で土屋征夫のタックルを受け、右足首脱臼骨折の重傷を負う。田中はクラブを通じて柏と土屋への誹謗中傷を止めるように呼びかける事態となった。翌年には復帰するが、天皇杯の連覇、Jリーグ、AFCチャンピオンズリーグ優勝など、上昇を続けるチームの中で、田中は度重なる負傷に悩まされるようになった。代表では岡田武史監督の進退がかかったカタール戦（2008年）でのゴールなどの活躍はあったが、FIFAワールドカップやアジアカップなどのメジャートーナメントには出場できなかった。腰や太ももなどの相次ぐ負傷により、クラブでも徐々に出場試合は減少していき、負傷離脱を繰り返す田中に批判的な声も上がった。2012年、ミハイロ・ペトロヴィッチが監督に就任すると田中の出場機会は一層限られたものとなり、このシーズン限りで戦力外通告を受け、浦和を退団した。

### アルビレックス新潟
2013年、アルビレックス新潟へ移籍。加入当初は筋肉バランスを測定した結果ばらつきがあるという理由で一部別メニューで調整することもあったが、ハイプレスからのショートカウンターを志向する柳下正明監督の下で主力の座を掴み、プロ入り最多となる33試合に出場。チームは後半戦最多勝ち点を奪う躍進を見せた。同年の大分トリニータ戦では、相手GK清水圭介のパントキックが背中を直撃し、ボールがそのままゴールに入るという珍しいゴールを決めている。
一方、新潟に移籍してからもコンディションの維持に苦しみ、途中交代前提のスタメン起用やベンチスタートがほとんどとなった。練習試合でも90分フル出場したこと自体が新聞の見出しになることもあった。
2019年には富澤清太郎の退団に伴い、新潟のフィールドプレーヤーの中で最年長となった。シーズン終了後の11月26日に契約満了に伴い退団が発表された が、2020年1月10日に新潟との再契約が発表された。
2021年12月4日、クラブから2021年シーズン限りでの現役引退が発表された。

### 引退後
2022年からアルビレックス新潟トップチームのアシスタントコーチに就任した。
2025年からアルビレックス新潟U-18の監督に就任した。

## 所属クラブ
- 周陽スポーツ少年団 (周南市立周陽小学校)
- 1995年 - 1997年 周南市立周陽中学校
- 1998年 - 2000年 帝京高等学校
  - 2000年  FC東京 (特別指定選手)
- 2001年 - 2012年  浦和レッズ
- 2013年 - 2021年  アルビレックス新潟

## 個人成績
| 国内大会個人成績 | 国内大会個人成績 | 国内大会個人成績 | 国内大会個人成績 | 国内大会個人成績 | 国内大会個人成績 | 国内大会個人成績 | 国内大会個人成績 | 国内大会個人成績 | 国内大会個人成績 | 国内大会個人成績 | 国内大会個人成績 |
| 年度             | クラブ           | 背番号           | リーグ           | リーグ戦         | リーグ戦         | リーグ杯         | リーグ杯         | オープン杯       | オープン杯       | 期間通算         | 期間通算         |
| 年度             | クラブ           | 背番号           | リーグ           | 出場             | 得点             | 出場             | 得点             | 出場             | 得点             | 出場             | 得点             |
| 日本             | 日本             | 日本             | 日本             | リーグ戦         | リーグ戦         | リーグ杯         | リーグ杯         | 天皇杯           | 天皇杯           | 期間通算         | 期間通算         |
| ---------------- | ---------------- | ---------------- | ---------------- | ---------------- | ---------------- | ---------------- | ---------------- | ---------------- | ---------------- | ---------------- | ---------------- |
| 2001             | 浦和             | 31               | J1               | 19               | 3                | 4                | 0                | 0                | 0                | 23               | 3                |
| 2002             | 浦和             | 18               | J1               | 23               | 5                | 3                | 0                | 1                | 0                | 27               | 5                |
| 2003             | 浦和             | 11               | J1               | 26               | 11               | 10               | 4                | 1                | 0                | 37               | 15               |
| 2004             | 浦和             | 11               | J1               | 23               | 10               | 6                | 4                | 4                | 4                | 33               | 18               |
| 2005             | 浦和             | 11               | J1               | 25               | 8                | 8                | 3                | 0                | 0                | 33               | 11               |
| 2006             | 浦和             | 11               | J1               | 18               | 4                | 0                | 0                | 1                | 2                | 19               | 6                |
| 2007             | 浦和             | 11               | J1               | 18               | 9                | 1                | 0                | 0                | 0                | 19               | 9                |
| 2008             | 浦和             | 11               | J1               | 15               | 2                | 4                | 1                | 1                | 0                | 20               | 3                |
| 2009             | 浦和             | 11               | J1               | 15               | 0                | 0                | 0                | 1                | 0                | 16               | 0                |
| 2010             | 浦和             | 11               | J1               | 22               | 2                | 2                | 0                | 2                | 0                | 26               | 2                |
| 2011             | 浦和             | 11               | J1               | 22               | 2                | 1                | 0                | 0                | 0                | 23               | 2                |
| 2012             | 浦和             | 11               | J1               | 7                | 0                | 2                | 0                | 2                | 1                | 11               | 1                |
| 2013             | 新潟             | 9                | J1               | 33               | 2                | 1                | 0                | 1                | 0                | 35               | 2                |
| 2014             | 新潟             | 9                | J1               | 24               | 2                | 4                | 1                | 2                | 2                | 30               | 5                |
| 2015             | 新潟             | 14               | J1               | 13               | 1                | 5                | 0                | 2                | 2                | 20               | 3                |
| 2016             | 新潟             | 14               | J1               | 20               | 3                | 3                | 0                | 3                | 0                | 26               | 3                |
| 2017             | 新潟             | 14               | J1               | 11               | 2                | 2                | 2                | 0                | 0                | 13               | 4                |
| 2018             | 新潟             | 14               | J2               | 31               | 2                | 6                | 2                | 0                | 0                | 37               | 4                |
| 2019             | 新潟             | 14               | J2               | 17               | 1                | -                | -                | 1                | 0                | 18               | 1                |
| 2020             | 新潟             | 14               | J2               | 7                | 0                | -                | -                | -                | -                | 7                | 0                |
| 2021             | 新潟             | 14               | J2               | 1                | 0                | -                | -                | 0                | 0                | 1                | 0                |
| 通算             | 日本             | 日本             | J1               | 333              | 66               | 56               | 15               | 21               | 11               | 410              | 92               |
| 通算             | 日本             | 日本             | J2               | 56               | 3                | 6                | 2                | 1                | 0                | 63               | 5                |
| 総通算           | 総通算           | 総通算           | 総通算           | 389              | 69               | 62               | 17               | 22               | 11               | 473              | 97               |

- 強化指定選手としての公式戦出場はなし

その他の公式戦
- 2004年
  - Jリーグチャンピオンシップ 2試合0得点

| 国際大会個人成績 | 国際大会個人成績 | 国際大会個人成績 | 国際大会個人成績 | 国際大会個人成績 | FIFA      | FIFA      |
| 年度             | クラブ           | 背番号           | 出場             | 得点             | 出場      | 得点      |
| AFC              | AFC              | AFC              | ACL              | ACL              | クラブW杯 | クラブW杯 |
| ---------------- | ---------------- | ---------------- | ---------------- | ---------------- | --------- | --------- |
| 2007             | 浦和             | 11               | 6                | 3                | 0         | 0         |
| 2008             | 浦和             | 11               | 2                | 0                | -         | -         |
| 通算             | AFC              | AFC              | 8                | 3                | 0         | 0         |

その他の国際公式戦
- 2007年
  - A3チャンピオンズカップ 2試合0得点

## タイトル

### クラブ
浦和レッズ
- J1リーグ：1回（2006年）
- J1リーグ 2ndステージ：1回（2004年）
- Jリーグカップ：1回（2003年）
- 天皇杯全日本サッカー選手権大会：2回（2005年、2006年）
- FUJI XEROX SUPER CUP：1回（2006年）
- AFCチャンピオンズリーグ：1回（2007年）

### 個人
- Jリーグ優秀選手賞：2回（2003年、2004年）
- Jリーグ功労選手賞：（2022年）
- Jリーグカップ 最優秀選手賞：1回（2003年）
- Jリーグカップ ニューヒーロー賞：（2003年）

## 代表歴

### 出場大会
- 2002年 アジア競技大会
- 2004年 アテネオリンピック
- 2005年 東アジア選手権大会

### 試合数
- 国際Aマッチ 16試合 3得点（2005年 - 2009年）

| 日本代表 | 国際Aマッチ | 国際Aマッチ |
| 年       | 出場        | 得点        |
| -------- | ----------- | ----------- |
| 2005     | 2           | 1           |
| 2006     | 4           | 0           |
| 2007     | 2           | 0           |
| 2008     | 4           | 1           |
| 2009     | 4           | 1           |
| 通算     | 16          | 3           |

### 出場
| No. | 開催日         | 開催都市         | スタジアム                     | 対戦相手       | 結果        | 監督             | 大会                   |
| --- | -------------- | ---------------- | ------------------------------ | -------------- | ----------- | ---------------- | ---------------------- |
| 1.  | 2005年07月31日 | 大田             |                                | 北朝鮮         | ●0-1        | ジーコ           | 東アジア選手権         |
| 2.  | 2005年08月03日 | 大田             |                                | 中華人民共和国 | △2-2        | ジーコ           | 東アジア選手権         |
| 3.  | 2006年08月09日 | 東京都           | 国立霞ヶ丘競技場陸上競技場     | ブラジル       | ○2-0        | イビチャ・オシム | キリンチャレンジカップ |
| 4.  | 2006年08月16日 | 新潟県           | 新潟スタジアム                 | イエメン       | ○2-0        | イビチャ・オシム | アジアカップ予選       |
| 5.  | 2006年09月03日 | ジッダ           |                                | サウジアラビア | ●0-1        | イビチャ・オシム | アジアカップ予選       |
| 6.  | 2006年09月06日 | サヌア           |                                | イエメン       | ○1-0        | イビチャ・オシム | アジアカップ予選       |
| 7.  | 2007年08月22日 | 大分県           | 大分スポーツ公園総合競技場     | カメルーン     | ○2-0        | イビチャ・オシム | キリンチャレンジカップ |
| 8.  | 2007年09月07日 | クラーゲンフルト |                                | オーストリア   | △0-0(PK3-4) | イビチャ・オシム | 3大陸トーナメント      |
| 9.  | 2008年08月20日 | 北海道           | 札幌ドーム                     | ウルグアイ     | ●1-3        | 岡田武史         | キリンチャレンジカップ |
| 10. | 2008年09月06日 | マナマ           |                                | バーレーン     | ○3-2        | 岡田武史         | ワールドカップ予選     |
| 11. | 2008年11月13日 | 兵庫県           | 御崎公園球技場                 | シリア         | ○3-1        | 岡田武史         | キリンチャレンジカップ |
| 12. | 2008年11月19日 | ドーハ           |                                | カタール       | ○3-0        | 岡田武史         | ワールドカップ予選     |
| 13. | 2009年01月20日 | 熊本県           | 熊本県民総合運動公園陸上競技場 | イエメン       | ○2-1        | 岡田武史         | アジアカップ予選       |
| 14. | 2009年01月28日 | マナマ           |                                | バーレーン     | ●0-1        | 岡田武史         | アジアカップ予選       |
| 15. | 2009年02月11日 | 神奈川県         | 横浜国際総合競技場             | オーストラリア | △0-0        | 岡田武史         | ワールドカップ予選     |
| 16. | 2009年03月28日 | 埼玉県           | 埼玉スタジアム2002             | バーレーン     | ○1-0        | 岡田武史         | ワールドカップ予選     |

### ゴール
| #  | 開催年月日     | 開催地           | 対戦国   | 勝敗 | 試合概要                            |
| -- | -------------- | ---------------- | -------- | ---- | ----------------------------------- |
| 1. | 2005年8月3日   | 韓国、大田市     | 中国     | △2-2 | 東アジアサッカー選手権2005          |
| 2. | 2008年11月19日 | カタール、ドーハ | カタール | ○3-0 | 2010 FIFAワールドカップ・アジア予選 |
| 3. | 2009年1月20日  | 日本、熊本市     | イエメン | ○2-1 | AFCアジアカップ2011 (予選)          |

## 指導歴
- 2022年 -  アルビレックス新潟
  - 2022年 - 2024年 トップチーム アシスタントコーチ
  - 2025年 - U-18 監督

## CM
- スニッカーズ (菓子) (2004年)
- アクエリアス (コカコーラのスポーツドリンク　同上)
- プーマ・第86回全国高等学校サッカー選手権大会 (2007年 - 2008年)